# Тюресё (женский футбольный клуб)
Тюресё (швед. Tyresö Fotbollsförening) — женский футбольный клуб из  одноимённой коммуны лена Стокгольм, Швеция. Команда основана в 1971 году. Выступал в высшем дивизионе Швеции в 1993—1996, 1999 и 2010—2014 годах. Чемпион Швеции 2012 года. С 2017 года играет в Дивизионе 1 (3-й по уровню лиге).

## Достижения
- Чемпион Швеции (1): 2012
  - Вице-чемпион Швеции (1): 2013
- Финалист Кубка Швеции (2): 2011, 2012
- Финалист Лиги чемпионов УЕФА (1): 2013/14